# En toute franchise
En toute franchise (titre original en anglais Let Me Be Frank with You) est un recueil de quatre nouvelles de l'écrivain américain Richard Ford publié originellement le 4 novembre 2014 aux États-Unis et en français le 17 septembre 2015 aux éditions de l'Olivier. 
Quatrième volume du cycle « Frank Bascombe », il est finaliste du prix Pulitzer de la fiction 2015.
L'œuvre est constituée par quatre « nouvelles » axées sur quatre moments de la vie de Frank Bascombe - le personnage fil rouge de l’œuvre de Richard Ford -, ancien journaliste sportif et ancien agent immobilier, rescapé du cancer, marié à Sally qui reste lointaine. 

## Résumé
Frank Bascombe est maintenant tranquille retraité dans une petite ville résidentielle du New Jersey en 2012 dans l'Amérique déclinante, frappée par les dérèglements du climat, la spéculation immobilière et une absence de perspective illustrée par la médiocrité des partis politiques et l'opposition Obama/Romney. 
La destruction et le passage fatal du temps sont la marque de cette vie au ralenti : à la destruction de son ancienne maison par l'ouragan Sandy répondent l'agonie d'un ami perdu de vue ou l'étiolement de son ancienne femme, atteinte de la maladie de Parkinson et isolée dans une maison de retraite dorée. Une autre nouvelle conte la visite d'une femme noire qui veut revoir la maison de son enfance (et qu'habite Frank) et qui n'y retrouve qu'une nostalgie évanescente et révèle le fait divers morbide dont elle a été le théâtre  .

## Analyse
Le monde quotidien de  Frank Bascombe est décrit par lui-même à la première personne avec un souci méticuleux qui donne à voir un état de l'Amérique des classes moyennes supérieures dans une ville résidentielle à l'horizon étroit et fantomatique. C'est aussi le bilan d'une vie où les choses se relativisent, où l'humour et le recul tempèrent le désenchantement qui laisse s’infiltrer aussi la tendresse.
Le titre français En toute franchise tente de reprendre la subtilité du titre original qui joue sur le prénom du personnage-narrateur et l'adjectif franc »Let Me Be Frank with You (=Je veux être franc/Frank avec vous). Les sous-titres sont : I'm Here (Je suis là), Everything Could Be Worse (Tout pourrait aller beaucoup plus mal), The New Normal (La nouvelle norme), Deaths of Others (Les morts des autres).

## Éditions
- (en) Let Me Be Frank with You, Ecco Press, 2014  (ISBN 978-0676972481)
- En toute franchise, trad. Josée Kamoun, éditions de l'Olivier, 2015  (ISBN 978-2823608458)